# Lissodendoryx stephensi
Lissodendoryx stephensi är en svampdjursart som beskrevs av Burton 1930. Lissodendoryx stephensi ingår i släktet Lissodendoryx och familjen Coelosphaeridae.
Artens utbredningsområde är Norge. Inga underarter finns listade i Catalogue of Life.